# 覚醒 (THE BACK HORNの曲)
「覚醒」（かくせい）は、日本のロックバンド・THE BACK HORNの17枚目のシングル。2008年5月21日発売。

## 解説
初回版限定DVD付き。

## 収録曲
全作曲・編曲：THE BACK HORN
1. 覚醒
（作詞：菅波栄純）
2. 赤い靴
（作詞：松田晋二）

## 収録アルバム
- オリジナルアルバム『パルス』（2010年9月15日）